# Relaciones Egipto-Libia
Después de que los países vecinos de Egipto y Libia obtuvieron la independencia a principios de la década de 1950, las relaciones entre Egipto y Libia fueron inicialmente cooperativas. Libia ayudó a Egipto en la guerra árabe-israelí de 1973. Posteriormente, surgieron tensiones debido al acercamiento de Egipto con Occidente. Después de la guerra libio-egipcia de 1977, las relaciones se suspendieron durante doce años. Sin embargo, desde 1989 las relaciones han mejorado constantemente. Con el levantamiento progresivo de las sanciones de la ONU y Estados Unidos a Libia de 2003 a 2008, los dos países han estado trabajando juntos para desarrollar conjuntamente sus industrias de petróleo y gas natural.

## Historia

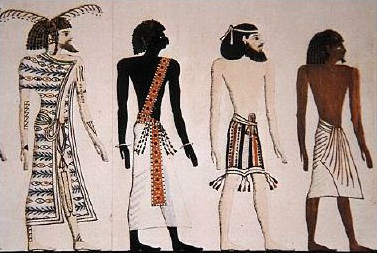
Un libio, un nubio, un sirio y un egipcio, dibujo de un artista desconocido según un mural de la tumba de Seti I

Los países vecinos de Egipto y Libia tienen relaciones históricas que se remontan a miles de años. La vigésimo tercera dinastía de Egipto fue un régimen de reyes libios Mashauash, que gobernaron el Alto Egipto entre 880 y 734 a. C. Los griegos establecieron colonias en ambos países, como Cirene en Libia y Alejandría en Egipto. Desde el 305 a. C. al 30 a. C., el este de Libia (Cirenaica) y el norte de Egipto fueron gobernados por los griegos ptolemaicos. Más tarde, Cirenaica y Egipto se convirtieron en provincias del Imperio Romano.
Egipto, Cirenaica y Tripolitania (Libia occidental) fueron conquistados por los árabes del califato omeya entre 639 y 644. En ocasiones, Tripolitania fue efectivamente independiente de Egipto, como durante el período de la dinastía aglabí de 800 a 909 d. C., mientras que en otras ocasiones los dos países estaban unidos, como bajo el califato fatimí de 909 a 1171 d. C. Egipto pasó a formar parte del Imperio Otomano en 1517 y Trípoli lo siguió en 1555. Sin embargo, ambos países tenían una autonomía considerable.

Egipto y Libia: mapa de la zona de batalla del desierto occidental, 1941

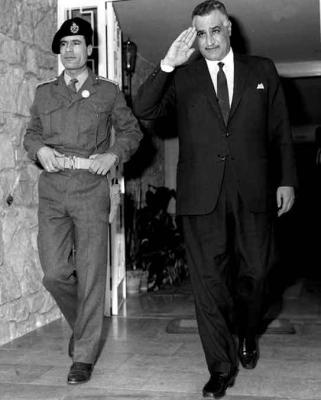
Muammar Gaddafi con Gamal Abdel Nasser, 1969

Desde 1882, Egipto era nominalmente independiente pero estaba efectivamente bajo el control de Gran Bretaña, mientras que Italia invadió y ocupó Libia en 1912. La frontera entre Libia y Egipto fue escenario de batallas entre los británicos y las fuerzas aliadas alemanas e italianas durante la Segunda Guerra Mundial, que culminaron en la Segunda Batalla de El Alamein en octubre-noviembre de 1942 que finalmente eliminó la amenaza para los británicos. en Egipto y llevó a la expulsión de Italia de Libia.
Libia declaró su independencia como Reino de Libia en diciembre de 1951 bajo el rey Idris I. En 1969, un joven oficial llamado Muammar Gaddafi lideró un golpe de Estado que derrocó a la monarquía del rey Idris. Desde ese momento, Gaddafi gobernó Libia durante 42 años hasta la guerra civil libia que lo llevó a la muerte y al derrocamiento de su gobierno.
Egipto obtuvo la independencia después de la Revolución egipcia de 1952. El líder de este movimiento, Gamal Abdel Nasser, se convirtió en el segundo presidente de la República de Egipto en 1956, ocupando el poder hasta su muerte en 1970. Anwar Sadat sucedió a Nasser, y luego de su asesinato en 1981 fue sucedido como cuarto presidente por Hosni Mubarak, quien estuvo en el poder hasta la Revolución Egipcia de 2011.

## Elementos de la relación

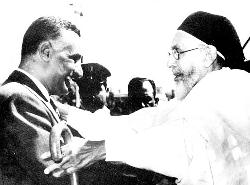
El presidente egipcio Gamal Abdel Nasser con el rey Idris I de Libia.

Egipto tiene una población grande y creciente, estimada en 83 millones en julio de 2009, pero tiene recursos limitados. Con una población mucho menor de 6,3 millones en 2009, Libia es rica en petróleo y gas natural.
Nasser siguió una política de no alineación durante la guerra fría y aceptó la ayuda de la URSS, en particular con el proyecto de la presa de Asuán. Sin embargo, después de la guerra de Yom Kippur de 1973, Egipto adoptó una postura prooccidental a cambio del regreso del Sinaí con sus campos petrolíferos y de inyecciones masivas de ayuda.
Gaddafi siguió una política más radical, incluido el apoyo al panarabismo. En 1972 propuso una Federación de Repúblicas Árabes compuesta por Libia, Egipto y Siria, abandonada silenciosamente en 1977. Gaddafi brindó una valiosa asistencia a las naciones africanas emergentes poscoloniales, pero también apoyó ataques terroristas contra países occidentales e Israel.
Aislado y vulnerable tras el derrocamiento de Saddam Hussein por las fuerzas estadounidenses en 2003, Gaddafi dio un giro de 180 grados, renunciando al apoyo al terrorismo y al uso de armas de destrucción masiva. Desde entonces, las relaciones entre Egipto y Libia se han vuelto más abiertas y existe una creciente cooperación política y económica.

## Cooperación y conflicto militar

Guerra de Yom Kipur. Después del alto el fuego, Israel perdió territorio al este del Canal de Suez (verde oscuro), pero ganó territorio al oeste del canal (azul oscuro)

### Guerra con Israel en octubre de 1973
Después de que Gaddafi tomó el poder en 1969, rápidamente comenzó a utilizar los ingresos del petróleo para fortalecer las fuerzas armadas libias, comprando aviones Mirage III y otros equipos a Francia. Muchos de los combatientes fueron trasladados silenciosamente a Egipto, donde los pilotos egipcios se estaban entrenando en preparación para un nuevo ataque contra Israel para recuperar el territorio perdido en la guerra de los Seis Días de 1967. El ataque egipcio con el apoyo de una brigada blindada y dos escuadrones de cazas Mirage III de Libia (un escuadrón pilotado por egipcios) se lanzó el 6 de octubre de 1973. Sin embargo, a pesar del éxito inicial, los israelíes pasaron rápidamente de la defensa al ataque, y después de tres semanas se acordó un alto el fuego. En negociaciones posteriores para llegar a un acuerdo duradero con Israel y recuperar el Sinaí, Egipto bajo Sadatse movió decisivamente hacia el lado occidental en la guerra fría, un cambio de política que fue visto como una traición por muchos estados árabes, incluida Libia.

### Deterioro de las relaciones (1973-1977)
Después de la Guerra de Octubre, Sadat inauguró una política de conciliación con el gobierno israelí, que incluía ir a la conferencia de paz convocada en Ginebra en diciembre de 1973, junto con representantes estadounidenses y soviéticos. La respuesta libia a la conferencia de Ginebra fue negativa, considerándola contraproducente para la unidad árabe.

### Guerra Libio-Egipcia de 1977
Tras el aumento de las tensiones diplomáticas, en junio de 1977 Muammar Gaddafi ordenó a los 225.000 egipcios en Libia que abandonaran el país. Acusó a Egipto de planear apoderarse de los campos petroleros libios. En julio de 1977 se produjeron varias batallas en la frontera y los aviones libios fueron destruidos por un ataque egipcio. Después de cuatro días de lucha con grandes pérdidas por ambas partes, los dos países acordaron un alto el fuego a instancias del presidente de Argelia. Aunque Libia reclamó la "victoria", la pérdida de trabajadores egipcios fue perjudicial para la economía libia.

## Contactos oficiales
Después de la guerra de 1977, las relaciones fueron hostiles durante más de una década. En noviembre de 1988, Libia declaró que no reanudaría las relaciones diplomáticas con Egipto mientras Egipto tuviera relaciones con Israel. Sin embargo, en octubre de 1989, Gaddafi visitó Egipto por primera vez en dieciséis años. En marzo de 1990, Hosni Mubarak y el presidente Hafez al-Assad de Siria se reunieron con Muammar Gaddafi en Libia. A fines de 1990, las relaciones entre Libia y Egipto eran excelentes. En marzo de 1991, los funcionarios egipcios instaron al gobierno de los Estados Unidos a revisar su política de línea dura hacia Libia. En noviembre de 1991, durante una visita a Egipto para conversar con el presidente Hosni Mubarak, Gaddafi negó las acusaciones de que su país estuviera involucrado en el atentado con bomba en 1988 del vuelo 103 de Pan Am.
En 1995 aparecieron nuevas diferencias políticas entre Libia y Egipto. Gaddafi criticó los esfuerzos de Egipto para promover las relaciones económicas entre Israel y sus vecinos árabes, y dijo que Egipto no estaba haciendo lo suficiente para apoyar la eliminación de las sanciones contra Libia. En la segunda mitad de 1995, Libia volvió a expulsar a los trabajadores egipcios y también comenzó a expulsar a 30.000 trabajadores palestinos en represalia porque la OLP hiciera las paces con Israel.
A pesar de estas tensiones y la presión de Estados Unidos para aislar aún más a Libia, Egipto mantuvo el contacto. En julio de 1998, Mubarak voló a Libia para reunirse con Muammar Gaddafi, que se estaba recuperando de una operación de cadera. En julio de 2000, tanto Libia como Egipto acordaron trabajar con el Centro Carter con sede en Atlanta para ayudar a mediar entre Sudán y Uganda sobre las acusaciones de apoyo a los movimientos rebeldes en estos países.
Una disputa estalló en enero de 2004 por las críticas de la prensa egipcia a la negativa de Libia a detener los esfuerzos para desarrollar armas de destrucción masiva, lo que llevó a restricciones de viaje entre los países. La disputa duró poco y, después de reuniones diplomáticas de alto nivel, las relaciones volvieron rápidamente a la normalidad y se levantaron las restricciones. Tanto Egipto como Libia se benefician de los 350.000 egipcios que trabajan en Libia.
En una reunión de agosto de 2005 en Sirte, Libia, Hosni Mubarak y Abdelaziz Bouteflika de Argelia proclamaron las excelentes relaciones entre sus países y con Libia. En mayo de 2006, durante una visita a Trípoli del presidente sudanés Omar al-Beshir, Libia propuso una unión tripartita de Libia, Sudán y Egipto. Los sudaneses prometieron dar sus puntos de vista después de estudiar el proyecto de constitución presentado por Libia. En octubre de 2006, los ministros de Relaciones Exteriores de Egipto y Libia reunidos en El Cairo brindaron su apoyo al gobierno sudanés por su disputa con las Naciones Unidas sobre las fuerzas de mantenimiento de la paz en Darfur. En enero de 2007, líderes de Argelia, Egipto, Libia, Sudán y Túnez se reunieron en Libia para hablar sobre cuestiones árabes y africanas.
Aún existen diferencias entre los dos países sobre el conflicto entre Israel y Palestina. En diciembre de 2008, Egipto prohibió que un avión libio que transportaba ayuda a Gaza aterrizara en el Aeropuerto Internacional El Arish en Egipto.

## Acuerdos de la década de 2000
En octubre de 2000, Chad, Egipto, Libia y Sudán firmaron acuerdos para el seguimiento y la gestión de las aguas subterráneas en los sistemas acuíferos de arenisca de Nubia/Sahara noroccidental.
En agosto de 2003, Egipto y Libia firmaron un acuerdo comercial y aduanero que eliminó los aranceles aduaneros sobre los productos básicos y estableció un mecanismo para resolver disputas comerciales. El acuerdo reemplazó a un acuerdo comercial anterior finalizado en 1990. En julio de 2006, los dos países firmaron un acuerdo de cooperación técnica en el campo de los mercados de valores. El comercio entre los dos países creció un 39% en 2007 a 267 millones de dólares. Ahora hay planes para establecer una zona de libre comercio en la frontera entre Egipto y Libia que incluiría proyectos industriales, de almacenamiento, comerciales y turísticos. En julio de 2008, Hosni Mubarak y Muammar Gaddafi se reunieron en Trípoli para discutir formas de promover las relaciones entre Egipto y Libia, especialmente en el sector del petróleo, el gas y las inversiones. El Ministro de Inversiones de Egipto se reunió con sus homólogos libios para discutir formas de mejorar el comercio y la inversión entre los dos países.

## Energía

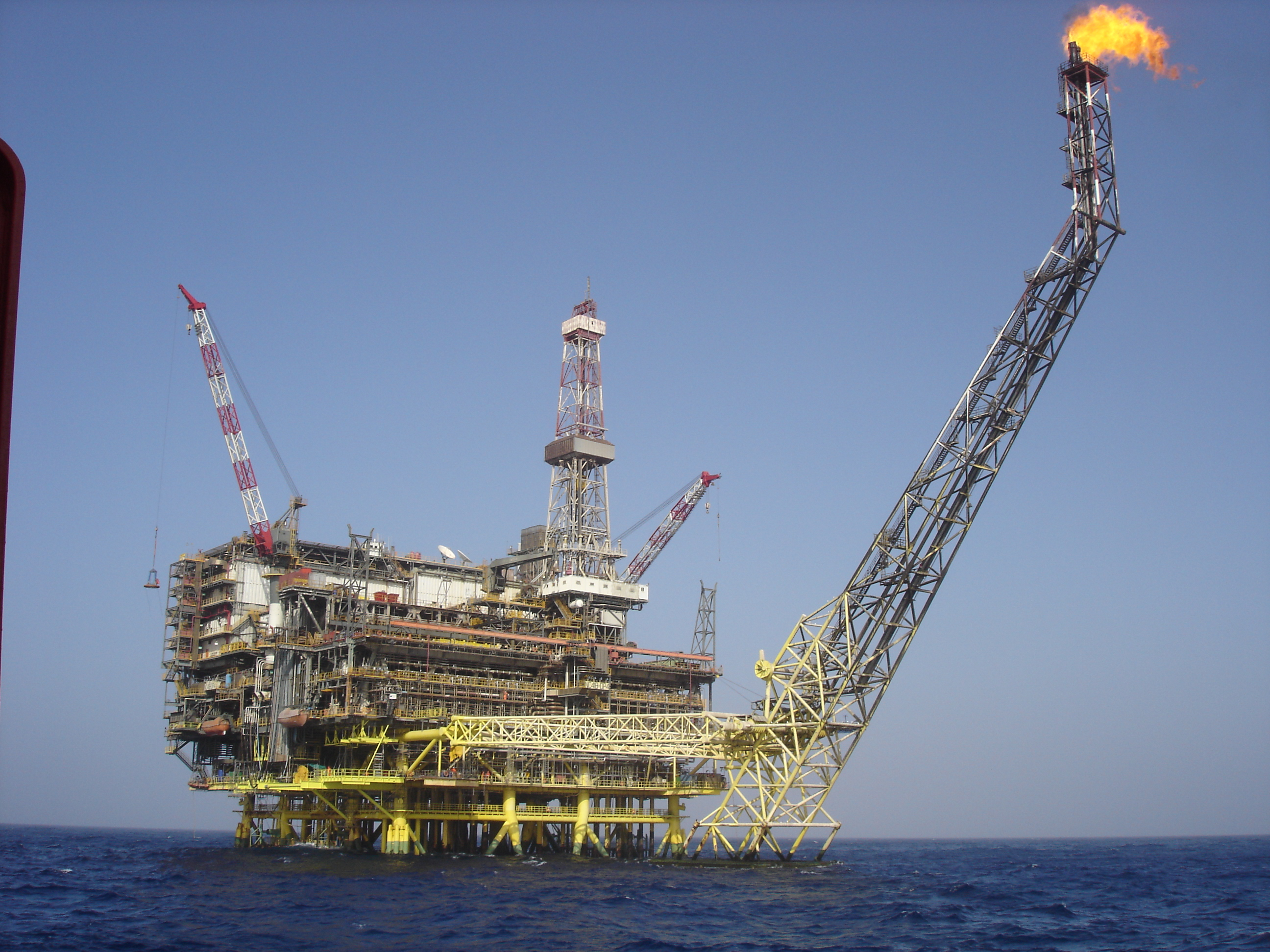
Plataforma petrolera Bouri DP4 de Eni

Egipto es un exportador neto de petróleo y gas natural, y también un país de tránsito para el petróleo del Medio Oriente. En 2007, la producción de petróleo estaba disminuyendo, pero la producción de gas natural estaba aumentando rápidamente. Con el levantamiento de las sanciones contra Libia, hay una creciente inversión externa en los recursos de petróleo y gas libios. Los principales actores incluyen las firmas italianas Eni y Enel, y el gigante ruso Gazprom, que reveló en 2008 que estaba planeando grandes inversiones en Egipto y Libia en cooperación con Eni. Esto causó preocupación en Europa, que ve los suministros del norte de África como una alternativa a la dependencia de Rusia para el gas natural.
En junio de 1997, durante una visita a Libia del presidente Hosni Mubarak de Egipto, los dos países acordaron en principio un plan para conectar las redes de gas egipcia y libia. Una propuesta más ambiciosa es construir un gasoducto de 900 millas para transportar gas desde Egipto, Libia, Túnez y Argelia al actual gasoducto Marruecos-España. En 2003, una empresa libia-egipcia de propiedad conjunta, "Al Tube", inició más estudios de oleoductos para transportar gas natural egipcio a Libia y para transportar petróleo crudo libio a las refinerías egipcias cercanas a Alejandría.
En julio de 2008, el primer ministro libio Baghdadi Mahmudi anunció que Egipto y Libia habían firmado un acuerdo para ampliar la inversión libia en el sector energético egipcio y aliviar las restricciones a la inversión y la circulación de trabajadores entre los dos países. Libia financiará una refinería de petróleo al oeste de Alejandría, impulsando la inversión libia en Egipto de 2 mil millones de dólares a 10 mil millones de dólares en dos años. En enero de 2009, Libia anunció nuevos planes de inversión para la industria de refinación egipcia, ahora la más grande de África con capacidad para procesar 726.000 barriles de petróleo crudo por día.
Las empresas privadas también están activas. En junio de 2009, la empresa kuwaití Al Safat Energy, propietaria del 60% de National Drilling Company con sede en Egipto, estaba negociando un préstamo para nuevas plataformas para satisfacer la creciente demanda en Libia. En junio de 2009, la empresa egipcia Taqa Arabia, una unidad de Citadel Capital, ganó una licitación de 118 millones de euros para desarrollar una red de distribución de gas en Libia para abastecer a casi 370.000 hogares.
En marzo de 2008, Egipto y Libia acordaron agregar 400-500 kV de capacidad a la red eléctrica entre los dos países. En julio de 2008, el ministro egipcio de Electricidad y Energía y su homólogo libio discutieron los planes para una central térmica de 1.300 megavatios en Libia para abastecer el mercado egipcio.

## Movimiento de personas
El Dr. Gerasimos Tsourapas, de la Universidad de Birmingham, sostiene que «históricamente, Libia ha sido un destino preferido por los trabajadores egipcios que buscan oportunidades en el extranjero. El Estado egipcio, más establecido y más desarrollado, patrocinó gran parte de esta migración, habiendo descubierto que podía satisfacer las necesidades educativas y burocráticas de personal de su vecino occidental recién independizado». Con un gran número de trabajadores temporales egipcios en Libia, sigue habiendo problemas esporádicos con respecto a los permisos de entrada, las tarifas de cruce, etc. En julio de 2005, Libia devolvió a 3.000 egipcios con permisos de trabajo no válidos y sin documentos de viaje. Al parecer, los trabajadores fueron víctimas de fraude por parte de dos empresas egipcias que habían prometido obtener empleos y permisos de trabajo en Libia. Más tarde ese mes, organizaciones egipcias de derechos humanos acusaron a Libia de ejecutar a cuatro egipcios sin darles un juicio justo y dijeron que había otros 15 egipcios en el corredor de la muerte libio. En marzo de 2007, Libia dijo que deportarían a 32.000 trabajadores egipcios que no tenían documentos que demostraran que habían sido vacunados contra la gripe aviaria, lo que costaría 70 dinares. En junio de 2009, 6000 egipcios estaban atrapados en la frontera porque las autoridades libias exigieron 500 dinares antes de permitirles regresar a Egipto.
En julio de 2009, se informó de un brote de peste bubónica en la ciudad libia de Tobruk. Esto hizo que las autoridades egipcias declararan el estado de emergencia a lo largo de la frontera, realizando controles de salud a todos los que regresaban de Libia. La ciudad fronteriza de Sollum ya estaba en cuarentena debido a preocupaciones sobre la transmisión de la gripe porcina. En febrero de 2015, el Estado Islámico publicó un video que mostraba la decapitación de 21 trabajadores coptos egipcios en Libia, que fue noticia en todo el mundo, pero «hay una historia de maltrato de migrantes egipcios en Libia que abarca más de 60 años».